# Raymundo Damasceno Assis
Raymundo Damasceno Assis (Sinh 1937) là một Hồng y người Brazil của Giáo hội Công giáo Rôma. Ông từng đảm nhận vai trò Tổng giám mục đô thành Tổng giáo phận Aparecida trong 12 năm, từ năm 2004 đến năm 2016 trước khi hồi hưu. Trước khi được bổ nhiệm vào vị trí Tổng giám mục, ông từng đảm nhận vai trò Giám mục Phụ tá Tổng giáo phận Brasília từ năm 1986 đến năm 2004.
Tuy không có bề dày chức vụ tại nhiều giáo phận, nhưng Hồng y Assis đảm nhận nhiều vai trò tại Hội đồng Giám mục của quốc gia cũng như khu vực, cụ thể ông đảm nhiệm vai trò Tổng Thư kí Liên Hội đồng Giám mục Châu Mỹ Latinh trong giai đoạn 1991 đến 1995; Tổng Thư kí Hội đồng Giám mục Brazil từ 1995 đến 2003; Chủ tịch Liên Hội đồng Giám mục Châu Mỹ Latinh từ năm 2007 đến năm 2011 và Chủ tịch Hội đồng Giám mục Brazil từ năm 2011 đến năm 2015.

## Tiểu sử
Hồng y Raymundo Damasceno Assis sinh ngày 15 tháng 2 năm 1937 tại Capela Nova, Brazil. Sau quá trình tu học dài hạn tại các cơ sở chủng viện theo quy định của Giáo luật Công giáo, ngày 19 tháng 3 năm 1968, Phó tế Assis, 31 tuổi, tiến đến việc được truyền chức linh mục. Cử hành nghi thức truyền chức linh mục cho vị linh mục trẻ là Tổng giám mục José Newton de Almeida Baptista, Tổng giám mục đô thành Tổng giáo phận Brasília, Distrito Federal. Tân linh mục Assis cũng là thành viên linh mục đoàn Tổng giáo phận Brasília.
Sau gần 20 năm thi hành các công tác mục vụ với cương vị và thẩm quyền của một linh mục, ngày 18 tháng 6 năm 1986, Tòa Thánh loan báo tin Giáo hoàng đã quyết định bổ nhiệm linh mục Raymundo Damasceno Assis, 51 tuổi, gia nhập Giám mục đoàn Công giáo Hoàn vũ, với vai trò được trao phó là Giám mục Phụ tá Tổng giáo phận Brasília, Distrito Federal và danh hiệu Giám mục Hiệu tòa Nova Petra. Lễ tấn phong cho vị giám mục tân cử được tổ chức sau đó 3 tháng vào ngà 15 tháng 9 cùng năm, với phần nghi thức truyền chức chính yếu được cử hành cách trọng thể bởi 3 giáo sĩ cấp cao, gồm Chủ phong là Tổng giám mục José Freire Falcão, Tổng giám mục Brasília; hai giáo sĩ còn lại, với vai trò phụ phong, gồm Tổng giám mục José Newton de Almeida Baptista, Nguyên Tổng giám mục Brasília và Giám mục Geraldo do Espírito Santo Ávila, cũng là Giám mục Phụ tá Brasília. Tân giám mục chọn cho mình châm ngôn:IN GAUDIUM DOMINI.
Trong khoảng thời gian này, song song với chức vị giám mục phụ tá, ông còn đảm nhận nhiều vai trò quan trọng khác như Tổng Thư kí Hội đồng Giám mục Châu Mỹ Latinh từ năm 1991 đến năm 1995, sau đó về nước đảm nhận vai trò Tổng Thư ký Hội đồng Giám mục Brazil từ năm 1995 đến năm 2003.
Sau một khoảng thời gian gần 20 năm, Tòa Thánh loan báo quyết định thăng Giám mục Raymundo Damasceno Assis lên hàng Tổng giám mục, bổ nhiệm vào vị trí Tổng giám mục đô thành Tổng giáo phận Aparecida, Sao Paulo. Thông tin trên được công bố cách rộng rãi vào ngày 28 tháng 1 năm 2004. Nhận được tin thuyên chuyển, Tân Tổng giám mục đã cử hành các nghi thức nhận chức vụ mới vào ngày 25 tháng 3 sau đó.
Qua Công nghị Hồng y tổ chức vào ngày 20 tháng 11 năm 2010, Giáo hoàng Biển Đức VI đã quyết định thăng Tổng giám mục Raymundo Damasceno Assis tước vị Hồng y, với Phẩm trật Hồng y Đẳng Linh mục và Nhà thờ Hiệu tòa được chỉ định cho Tân hồng y là Immacolata al Tiburtino. Tân Hồng y đã cử hành các nghi thức nhận nhà thờ hiệu tòa sau đó vào ngày 7 tháng 4 năm 2011.
Trong khoảng thời gian này, song song với chức vị tổng giám mục Aparecida, ông còn đảm nhận nhiều vai trò quan trọng khác như Chủ tịch Hội đồng Giám mục Châu Mỹ Latinh từ năm 2007 đến năm 2011, sau đó đảm nhận vai trò Chủ tịch Hội đồng Giám mục Brazil từ năm 2011 đến năm 2015.
Ngày 16 tháng 11 năm 2016, Tòa Thánh công bố chấp thuận đơn từ nhiệm của Hồng y Assis, theo quy định về tuổi tác theo Giáo luật.